# Геннадій Массілійський
Геннадій Массілійський (? —помер близько 496), також відомий як Геннадій Схоластик або Gennadius Massiliensis, був християнським священиком та істориком V століття.
Його найвідоміший твір — De Viris Illustribus («Про відомих людей»), біографія понад 90 сучасних значущих християн, яка продовжує однойменну роботу Єроніма .

## Біографія
Геннадій був священиком Массілії (нині Марсель) і сучасником Папи Геласія I.
Про його життя нічого не відомо, окрім того, що він сам розповідає нам в останньому з написаних ним життєписів: «Я, Геннадій, пресвітер Массілійський, написав вісім книг проти всіх єресей, п’ять книг проти Несторія, десять книг проти Євтиха, три книги проти Пелагія, трактат про тисячу років Апокаліпсису Іоана, цей твір і лист про мою віру, надісланий блаженному Геласію, єпископу міста Риму».
Геласій був Папою з 492 по 496 роки, тож Геннадій, мабуть, жив наприкінці V ст.

## Писання
Геннадій добре знав грецьку мову і був добре начитаний у східній і західній, православній та єретичній християнській літературі. Він був старанним упорядником і грамотним критиком.

### De Viris Illustribus
De Viris Illustribus, у його найбільш загальноприйнятій формі, ймовірно, був опублікований близько 495 року і містить приблизно на десяти сторінках фоліо короткі біографії церковників між 392 і 495 роками. Це дуже важливе джерело і частково єдине джерело нашого знайомства з більш ніж дев'яносто авторами, які в ньому розглядаються.
Це продовження «De Viris Illustribus» Святого Ієроніма. У цій роботі Ієронім вперше склав серію з 135 коротких біографій відомих християн зі списками їхніх головних творів. Це був перший патрологія і словник християнської біографії. Ця довідкова книга була настільки корисною, що, природно, стала популярною, і багато людей писали продовження за тим же методом. Про таке продовження ми чуємо від одного Патерія, учня Єроніма, і про грецький переклад Софронія .
Саме продовження Геннадія стало найбільш популярним і повсюдно було прийнято як друга частина твору Ієроніма і завжди писалося (зрештою друкувалося) разом із його. Частина Геннадія містить близько сотні життів, зроблених за зразком життя Ієроніма. Різноманітні правки та передруки не нумерують їх послідовно; Бернуллі, i to xcvii, з деякими позначеними як xciib тощо, спочатку cxxxvi-ccxxxii).
Серії книг розташовані більш-менш у хронологічному порядку, але бувають часті винятки.
У xc, 92, він говорить (в одній версії), що Феодор Целесірійський (Теодул) «помер три роки тому, під час правління Зенона». З цього Чапла робить висновок, що Геннадій писав між 491 і 494 роками.
Нинішня форма тексту вказує на повторну переробку всього твору. Інші люди змінювали його та доповнювали, не помічаючи цього факту — як це прийнято серед середньовічних письменників. Деякі вчені, включаючи Річардсона і Чапла, вважають, що розділи xxx ( єпископ Єрусалимський Іван II ), lxxxvii ( Victorinus ), xciii ( Caerealis в Африці ) і вся кінцева частина (xcv-ci) не є автентичними. Є сумніви щодо частини інших.

### Інші писання
Геннадій стверджує, що він створив ряд інших творів, більшість з яких не збереглася:
- Adversus omnes hæreses libri viii., «Проти всіх єресей» у 8 томах
- П'ять книг проти Несторія
- Десять книг проти Євтихія
- Три книги проти Пелагія
- Tractatus de millennio et de apocalypsi beati Johannis, «Трактат про тисячу років і про Апокаліпсис св. Івана»
- Epistola de fide, «лист віри», який він надіслав Папі Геласію.
- Твори Євагрія Понтійського та Тимофія Елуруса, перекладені та відновлені до їх автентичного вигляду. Ці переклади також втрачені.

### De Ecclesiasticis Dogmatibus
Існує трактат під назвою De Ecclesiasticis Dogmatibus («Про церковне вчення»), який спочатку приписували Августину Гіппопотамському, але тепер повсюдно приписують Геннадію. Твір тривалий час був включений до числа творів, що належали святого Августина.
Деякі вчені ( Карл Пауль Каспарі, Отто Барденхевер, Бруно Чапла ) вважають, що це, ймовірно, фрагмент із восьми книг Геннадія «проти всіх єресей», очевидно, останньої частини, в якій, спростувавши єретиків, він вибудовує позитивну систему.

### Публікація
De Viris Illustribus був відредагований і опублікований Дж. Андреасом (Рим, 1468 рік), Я. Фабриціусом у Bibliotheca ecclesiastica (Гамбург, 1718) та Є. К. Річардсоном у Texte und Untersuchungen, XIV. (Лейпсіг, 1896). Він також зустрічається з багатьма виданнями творів Ієроніма.
Англійський переклад Річардсона був зроблений у Нікейських і постнікейських отцях, 2- й сер, ІІІ. 385–402.
Критичне видання Liber de Ecclesiasticis Dogmatibus під назвою Liber Ecclesiasticorum Dogmatum було опубліковано К. Ч. Тернером у Журналі теологічних досліджень VII. (1905), стор. 78–99 на стор. 89–99. У вступі Тернера розглядається ряд попередніх видань, а також надається огляд відомих йому копій рукописів, у тому числі кілька, які він використав для видання.

## Ставлення і погляди
Багато вказівок на те, що автор був напівпелагіанцем у «De Viris Illustribus». Напівпелагів тепло вихваляють ( Fastidiosus, lvi, с. 80; Касіян, lxi, 81; Фауст з Ріца, lxxxv, 89); повні пелагіани (сам Пелагій, xlii, 77; Юліан з Екланума, xlv, 77) є єретиками; До католиків ставляться пошарпано ( Августин з Бегемота, xxxviii, 75; Проспер Аквітанський, lxxxiv, 89); навіть пап називають єретиками (Юлій I, в i, 61).
Цю ж тенденцію підтверджує трактат «De eccles. dogmatibus», який сповнений напівпелагіанства, відкритого чи прихованого (первородний гріх ретельно ухиляється, велике наполягання на вільній волі та заперечення приречення, благодать як ад’юторій у найм’якішій формі, тощо ).
Геннадій вважає (як і пізніші письменники, напр Фома Аквінський ), що всі люди, навіть ті, хто жив під час Другого пришестя, повинні будуть померти. Але це переконання, хоч і походить із широко поширеної святоотецької традиції, але, як він визнає, відкидається однаково католицькими та вченими отцями.
Серед теорій, що стосуються душі людини, згодом відомих як креаціоністські та традуціанські погляди, він підтримує креаціоністські. Він не допускає існування духу як третього елемента в людині, окрім тіла й душі, а розглядає це лише як іншу назву для душі.
У De Ecclesiasticis Dogmatibus його погляди включають такі моменти. Єретичне хрещення не можна повторювати, якщо воно не було здійснене єретиками, які відмовилися б використовувати заклик Пресвятої Трійці. Він рекомендує щотижня приймати Євхаристію всім, хто не перебуває під тягарем смертного гріха. Такі, хто є, повинні вдаватися до публічного покаяння. Він не буде заперечувати, що приватної покаяння може бути достатньо; але й тут зовнішній прояв, наприклад зміна одягу, є бажаним. Щоденне прийняття святого причастя він не буде ні хвалити, ні звинувачувати. Зло винайшов сатана. Хоча безшлюбність стоїть вище шлюбу, засуджувати шлюб — маніхейський . Двічі одружений християнин не повинен бути висвячений. Церкви треба називати на честь мучеників, а мощі мучеників шанувати. Ніхто, крім хрещених, не досягає вічного життя; навіть оглашених, якщо вони не зазнають мученицької смерті. Покаяння цілковито допомагає християнам навіть на останній подих. Один Творець знає наші таємні думки. Сатана може дізнатися їх лише завдяки нашим рухам і проявам. Чудеса в ім’я Господа можуть творити навіть погані люди. Чоловіки можуть стати святими без таких знаків. Свобода волі людини твердо стверджується, але початок всякої доброти покладається на божественну благодать.
Мова Геннадія тут не зовсім августинська; але й не пелагіанська.